# Kautenbach (Traben-Trarbach)
Kautenbach ist ein Stadtteil von Traben-Trarbach im rheinland-pfälzischen Landkreis Bernkastel-Wittlich.

## Geographie
Der Hunsrück-Ort liegt im bewaldeten Tal des Kautenbachs, der weiter nördlich in die Mosel mündet.

## Geschichte
Kautenbach wird erstmals 1334 erwähnt. Der einige Jahrhunderte betriebene frühere Bergbau erreichte im 18. Jahrhundert seinen Höhepunkt, vor allem Blei und Kupfer wurden abgebaut.
Auf der Anhöhe nordöstlich des alten Sportplatzes wurde 1979 vom Rheinischen Landesmuseum Trier eine 239 ar große Ringwallanlage vermessen. Sie lässt auf keltischen Ursprung schließen, eine genaue zeitliche Einordnung ist jedoch noch nicht erfolgt.
Das Linke Rheinufer wurde 1794 im ersten Koalitionskrieg von französischen Revolutionstruppen besetzt. Von 1798 bis 1814 war Kautenbach ein Teil der Französischen Republik (bis 1804) und anschließend des Napoleonischen Kaiserreichs, zugehörig dem Saardepartement. Auf dem Wiener Kongress (1815) kam die Region an das Königreich Preußen, der Ort wurde 1816 dem Regierungsbezirk Trier zugeordnet und gehörte dort zum Kreis Bernkastel.
Nach dem Ersten Weltkrieg gehörte das Gebiet zum französischen Teil der Alliierten Rheinlandbesetzung. Nach dem Zweiten Weltkrieg wurde Kautenbach innerhalb der französischen Besatzungszone Teil des damals neu gebildeten Landes Rheinland-Pfalz.
Am 7. Juni 1969 wurde die bis dahin eigenständige Gemeinde Kautenbach mit zu diesem Zeitpunkt 343 Einwohnern in die Stadt Traben-Trarbach eingemeindet.

## Politik

### Ortsbezirk
Der Ortsteil Kautenbach ist gemäß Hauptsatzung einer von zwei Ortsbezirken der Stadt Traben-Trarbach. Er wird politisch von einem Ortsbeirat und einem Ortsvorsteher vertreten.

### Ortsbeirat
Der Ortsbeirat von Kautenbach besteht aus sieben Mitgliedern, die bei der Kommunalwahl am 9. Juni 2024 in einer Mehrheitswahl gewählt wurden, und dem ehrenamtlichen Ortsvorsteher als Vorsitzendem.
Die Sitzverteilung im Ortsbeirat:
| Wahl | CDU               | FWG (*)           | Gesamt  |
| ---- | ----------------- | ----------------- | ------- |
| 2024 | per Mehrheitswahl | per Mehrheitswahl | 7 Sitze |
| 2019 | per Mehrheitswahl | per Mehrheitswahl | 7 Sitze |
| 2014 | per Mehrheitswahl | per Mehrheitswahl | 7 Sitze |
| 2009 | 4                 | 3                 | 7 Sitze |
| 2004 | 4                 | 3                 | 7 Sitze |

### Ortsvorsteher
Andreas Michel wurde am 25. Juni 2019 Ortsvorsteher von Kautenbach. Bei der Direktwahl am 26. Mai 2019 war er mit einem Stimmenanteil von 77,78 %  gewählt worden. Bei der Direktwahl am 9. Juni 2024 wurde er als einziger Bewerber mit 83,8 % wiedergewählt.
Michels Vorgänger Edwin Gesser hatte das Amt seit 1974 ausgeübt.

## Kultur und Sehenswürdigkeiten
In der Denkmalliste des Landes Rheinland-Pfalz (Stand: 2025) sind folgende Kulturdenkmäler genannt:
- Evangelische Kirche, neugotischer Bruchsteinsaal (1896), Zweibachstraße 2
- Katholische Filialkirche St. Maria Himmelfahrt, Neubarocker Bruchsteinsaal, wohl um 1920/30, Graacher Straße 18

## Wirtschaft und Infrastruktur
Kautenbach liegt an der Landesstraße 187, die den Ort an das Straßennetz anbindet. Nach Norden führt sie zum Nachbarstadtteil Bad Wildstein und zur Bundesstraße 53 an der Mosel, nach Süden nach Longkamp und zur Bundesstraße 50.